# Nikola Tesla's Night of Terror
Nikola Tesla's Night of Terror (La Noche de Terror de Nikola Tesla) es el cuarto episodio de la duodécima temporada moderna de la serie británica de ciencia ficción Doctor Who, emitido originalmente el 19 de enero de 2020 por BBC One. Fue escrito por Nina Metivier y dirigido por Nida Manzoor.
En este episodio, la Decimotercer Doctor (Jodie Whittaker) viaja junto a sus amigos Graham O'Brien (Bradley Walsh), Ryan Sinclair (Tosin Cole) y Yasmin Khan (Mandip Gill) a 1903 a la ciudad de Nueva York; donde una invasión extraterrestre ocurre en medio de la llamada "guerra de las corrientes" entre Nikola Tesla (Goran Višnjić) y Thomas Edison (Robert Glenister).

## Sinopsis
En las Cataratas del Niágara en 1903, Nikola Tesla (Goran Visnjic) no tiene éxito en conseguir inversores para su sistema inalámbrico de transmisión de energía, ya que es visto como un peligroso y loco. Después de trabajar hasta tarde arreglando su generador, se encuentra con una esfera flotante. Sintiéndose en peligro, corre con su asistente, Dorothy Skerritt (Haley McGee), mientras una figura encubierta les dispara. La Doctor (Jodi Whittaker) llega a tiempo para ayudarlos a escapar a bordo de un tren que se dirige a la ciudad de Nueva York, abandonando a su perseguidor separando los vagones.
En Nueva York, el grupo encuentra a varios manifestantes esperando afuera del laboratorio de Tesla, quienes han sido incitados a temer a Tesla y sus inventos por su competidor Thomas Edison (Robert Glenister). La Doctor identifica la esfera como un Orbe de Thassa, diseñado para compartir conocimiento, pero reutilizado por una causa desconocida. Después de ver a un espía de Edison, la Doctor, Graham (Bradley Walsh) y Ryan (Tosin Cole) visitan el taller de Edison, sospechando que él está detrás del ataque contra Tesla. La figura envuelta llega al laboratorio de Edison y electrocuta fatalmente a todos en el taller antes de perseguir a Edison. El grupo escapa y atrapa a una de las criaturas en un anillo de fuego químico, pero se teletransporta y escapa. La Doctor intenta advertir a Tesla y Yaz (Mandip Gill) en su laboratorio, pero los dos son capturados y teletransportados a una nave alienígena invisible sobre la ciudad. La reina de los Skithra (Anjli Mohindra) exige que arreglen su nave. Cuando Tesla se niega, la Reina amenaza con matar a Yaz, pero la Doctor se teletransporta a la nave justo a tiempo. Ella se entera de que el barco Skithra es solo una colección de partes robadas de varias especies y que los Skithra solo usan a otros para hacer su trabajo por ellos. Los Skithra también han elegido a Tesla como su "ingeniero" porque pudo descubrir su señal mientras trabajaba en su sistema de energía inalámbrico.
El Doctor se teletransporta a sí misma, a Tesla y a Yaz de regreso al laboratorio Wardenclyffe de Tesla. La Doctor advierte a la reina que se vaya, pero la reina se niega, amenazando que si Tesla no se entrega, ella destruirá la Tierra. Mientras Tesla y la Doctor conectan la TARDIS para ayudar a potenciar la Torre Wardenclyffe de Tesla, Graham, Ryan, Yaz, Dorothy y Edison evitan a los invasores Skithra. La Torre se activa y los rayos eléctricos atraviesan la nave Skithra, obligándola a abandonar la Tierra. Yaz se decepciona al saber de la Doctor que, si bien se reconoció que Tesla ayudó a salvar la Tierra, su reputación en el futuro se mantuvo sin cambios.

## Producción

### Desarrollo
Nikola Tesla's Night of Terror fue escrito por Nina Metivier.

### Casting
Robert Glenister y Goran Višnjić fueron escogidos como Thomas Edison y Nikola Tesla, respectivamente. Glenister apareció anteriormente en Doctor Who como el androide Salateen en el serial The Caves of Androzani de 1984. Anjli Mohindra, quien había interpretado previamente a Rani Chandra en el spin-off de Doctor Who, The Sarah Jane Adventures, interpretó a la Reina Skithra. El elenco adicional se anunció en la revista Doctor Who Magazine #547 a principios de enero de 2020.

### Filmación
Nida Manzoor dirigió el tercer bloque, que componía al cuarto y quinto episodio. Los escenarios de la ciudad de Nueva York de 1903 se ubicaron en los estudios de cine Nu Boyana en Sofía, Bulgaria.

### Promoción
El tráiler del episodio fue lanzado después de la emisión del episodio anterior, Orphan 55.

## Difusión y recepción

### Calificaciones
Nikola Tesla's Night of Terror fue vista por 4,04 millones de espectadores durante la noche, lo que la convierte en el sexto programa más visto en el Reino Unido. El episodio tuvo una puntuación del Índice de Apreciación del Público de 79. El episodio recibió un total oficial de 5,20 millones de espectadores en todos los canales del Reino Unido.

### Recepción crítica
El episodio tiene un índice de aprobación del 89% en Rotten Tomatoes y un promedio de 7/10 basado en 18 revisiones. El consenso crítico del sitio web dice:

Si tiene un poco de significado, Nikola Tesla's Night of Terror sigue siendo un juego histórico agradable que se beneficia enormemente de la chisporroteante química de Jodie Whittaker y la estrella invitada Goran Višnjić.

Por su parte, la crítica Caroline Siede de The A.V. Club, alabó la interpretación de Višnjić, colocándole como una de las mejores interpretaciones históricas dadas en Doctor Who junto a Rosa Parks de Vinette Robinson del episodio Rosa, Vincent van Gogh de Tony Curran del episodio Vincent and the Doctor y Charles Dickens de Simón Callow del episodio The Unquiet Dead; destacando el mínimo acento que se le suele dar a las interpretaciones de Tesla y la "energía soñadora y apacible de alguien que no parece vivir en nuestro plano de existencia".